# Busitalia Veneto
Busitalia Veneto S.p.A. è una società italiana di trasporto pubblico, che dal 1º maggio 2015 gestisce il servizio di trasporto urbano ed extraurbano delle province di Padova e Rovigo.
Nel 2019 Busitalia Veneto ha percorso 27697130 km e trasportato 48 828 518 passeggeri.

## Storia
La società per azioni è stata costituita il 20 gennaio 2015 ed è partecipata per il 55% da Busitalia - Sita Nord (del gruppo Ferrovie dello Stato Italiane) e per il 45% da APS Holding (controllata dal Comune di Padova). Alla nuova società sono stati conferiti:
- il ramo veneto di Busitalia Nord, ovvero il trasporto pubblico extraurbano di Padova e di Rovigo e il trasporto pubblico urbano di Rovigo;
- il ramo mobilità di APS Holding, ovvero il servizio urbano di Padova ed extraurbano della zona termale.

Successivamente, nel luglio 2020, le quote societarie sono state modificate: il socio di maggioranza ha raggiunto il 78,9% mentre quello di minoranza è retrocesso al 21,1%.

## Rete gestita
Il servizio di trasporto pubblico locale è composto da 28 autolinee urbane e suburbane, gestite dalla società per conto del Comune di Padova. Si sviluppa prevalentemente all'interno del capoluogo, ma serve anche i comuni contermini di: Albignasego, Ponte San Nicolò, Selvazzano Dentro, Saonara, Cadoneghe, Vigodarzere, Villafranca Padovana, Abano Terme, Montegrotto Terme, Torreglia. Oltre alle linee urbane sono presenti anche 53 autolinee extraurbane, gestite dalla medesima società e le linee a lunga percorrenza di Flixbus e Itabus.